# Planeta de ferro
Un planeta de ferro és un tipus de planeta que consisteix principalment d'un nucli ric en ferro amb poc o cap mantell. Mercuri és el major cos celeste d'aquest tipus al nostre sistema solar, però probablement existeixen exoplanetes de ferro pur encara més grossos per descobrir.

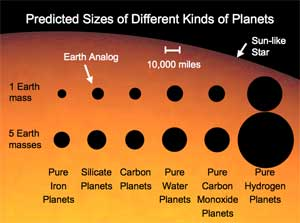
Comparació de grandàries dels planetes amb [http://www.nasa.gov/centers/goddard/news/topstory/2007/earthsized_planets.html diferents composicions

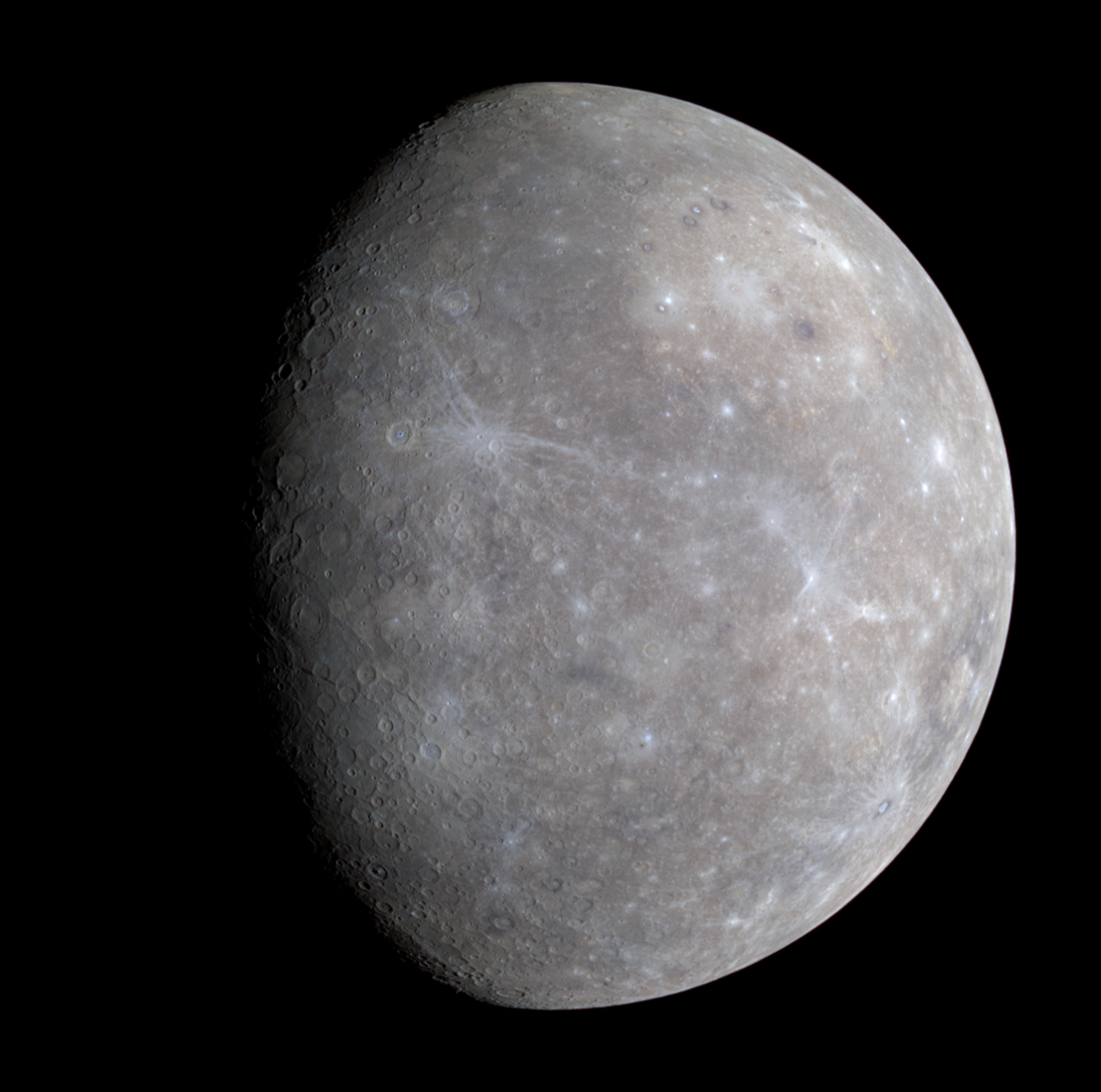
Mercuri

## Origen
Els planetes amb el nucli de ferro poden ser les restes de planetes rocosos de metall normal compostos de silicats, els mantells rocosos dels quals van ser despullats per impactes gegants d'asteroides. Els models actuals de formació planetària prediuen que els planetes rics en ferro es formen en òrbites properes u orbitant al voltant d'estels massius en el disc protoplanetari, presumiblement composts amb materials rics en ferro.

## Característiques
Els planetes de ferro pur són més petits i més densos que altres tipus de planetes de massa comparable. Aquestos planetes no tindrien plaques tectòniques o forts camps magnètics perquè es refreden ràpidament després de la formació.